# Masayuki Mori (acteur)
Pour les articles homonymes, voir Masayuki Mori.
Masayuki Mori (森雅之, Mori Masayuki), né le 13 janvier 1911 et mort le 7 octobre 1973, est un acteur japonais.

## Biographie
Son père est l'écrivain Takeo Arishima.
Masayuki Mori a tourné dans plus de 90 films entre 1942 et 1972.

## Filmographie partielle

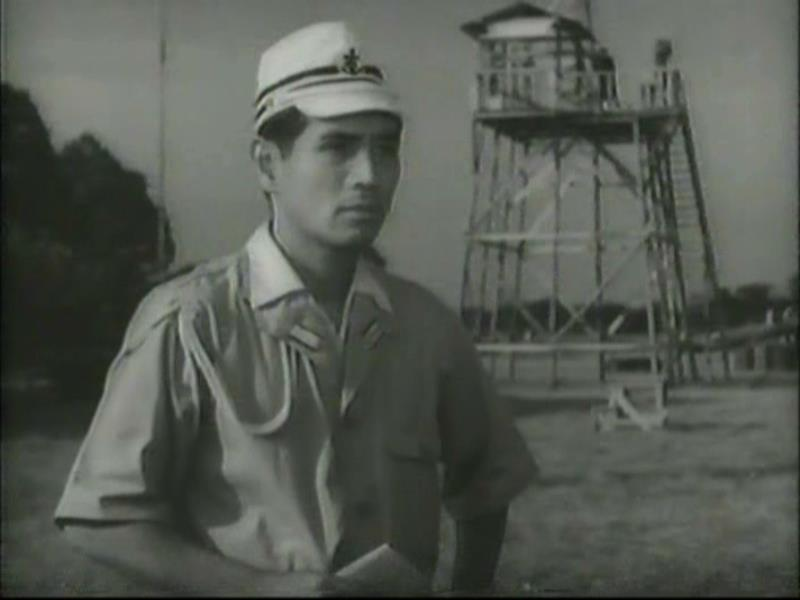
Masayuki Mori dans En avant les escadrons de torpilleurs ! (1944).

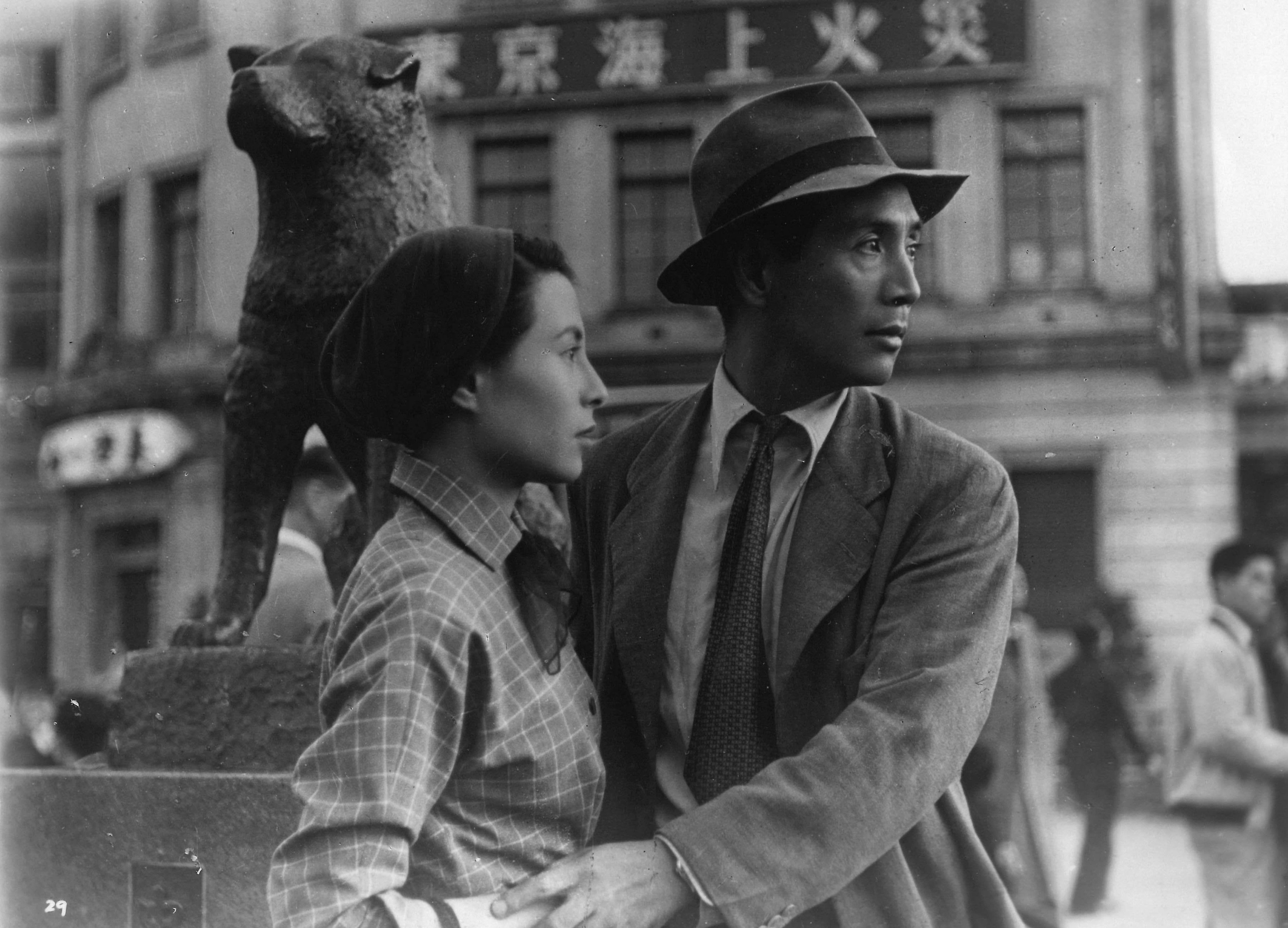
Yoshiko Kuga et Masayuki Mori dans Lettre d'amour (1953).

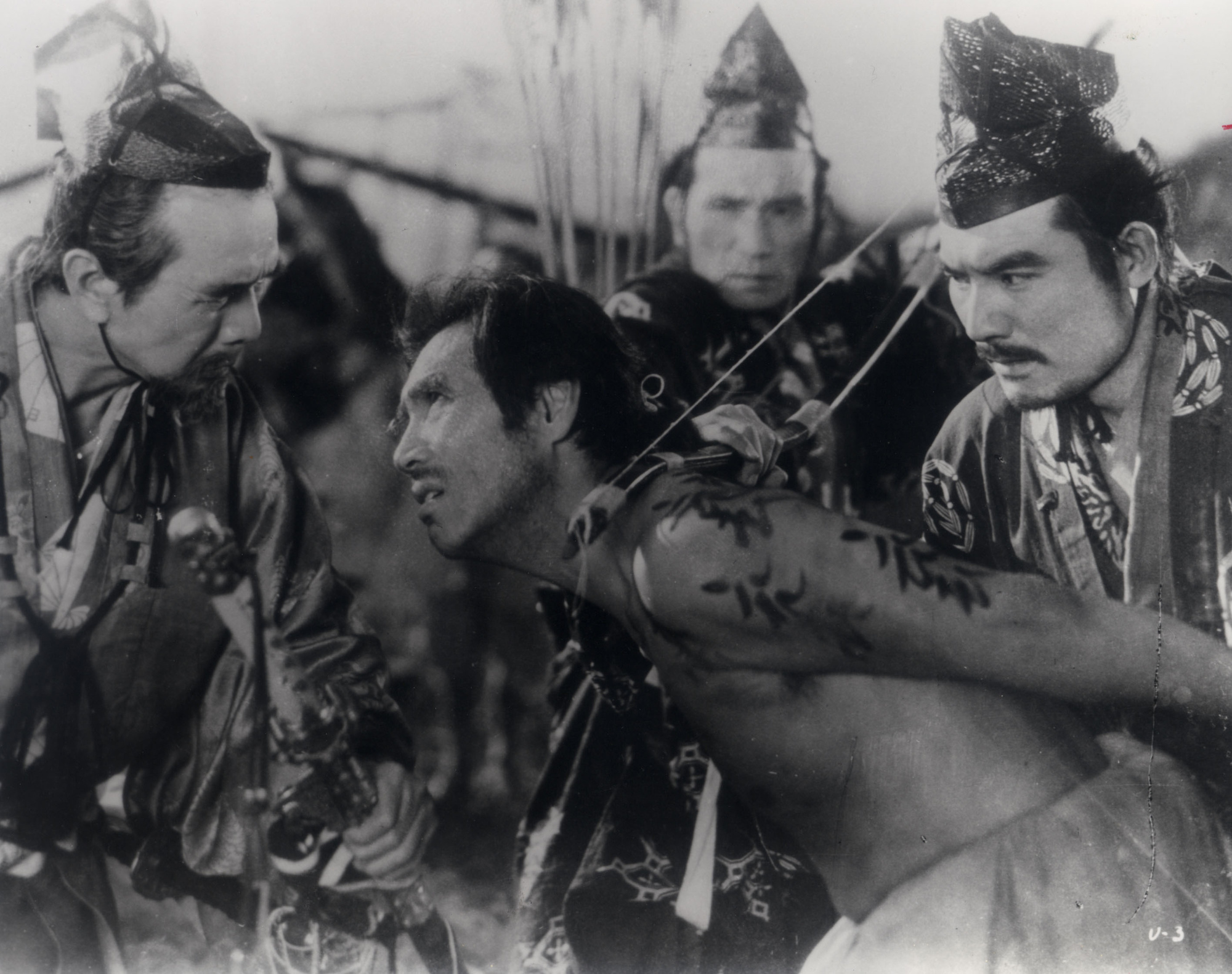
Masayuki Mori (au centre) dans Les Contes de la lune vague après la pluie (1953).

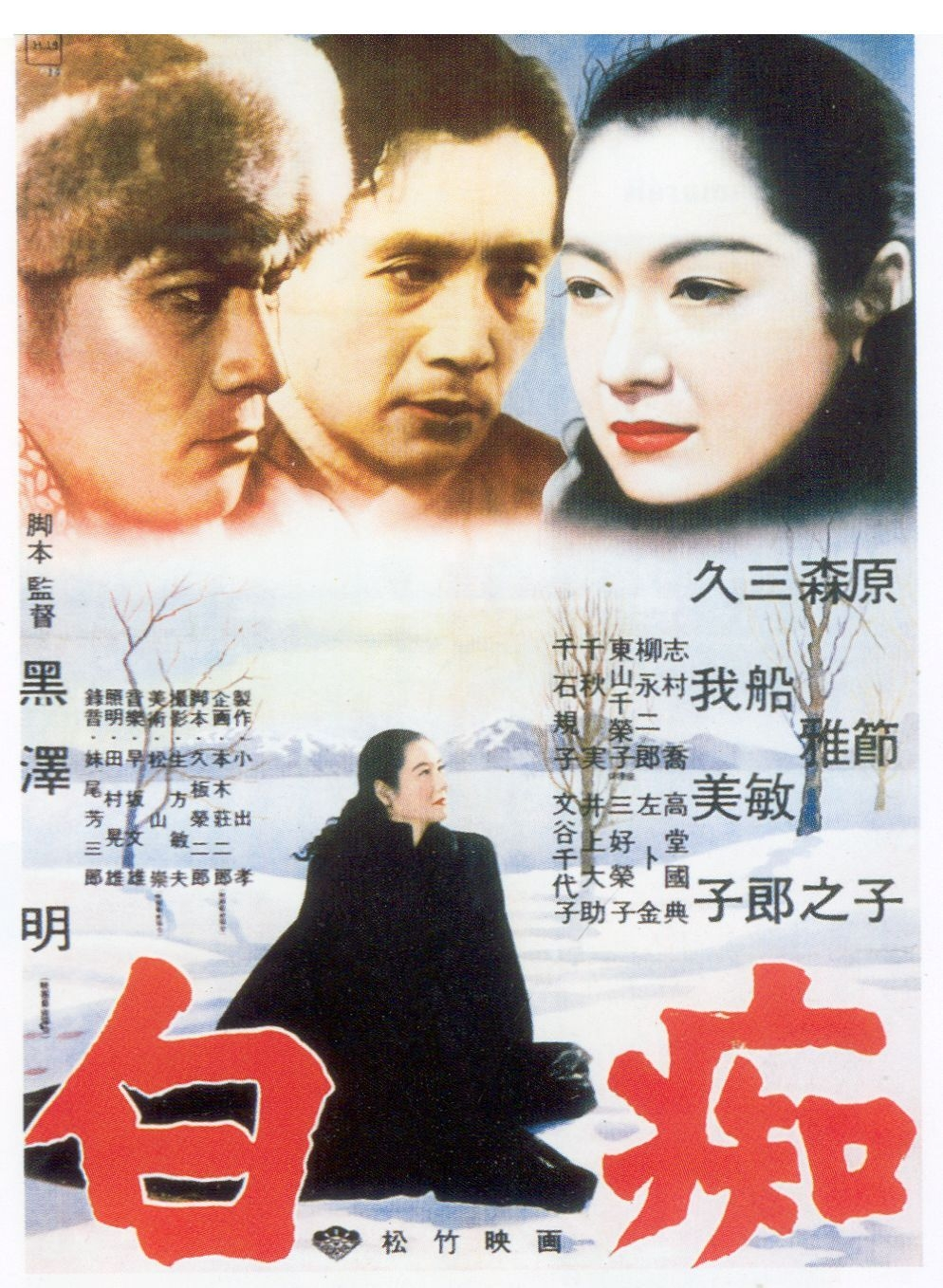
Affiche de L'Idiot (1951).

### Années 1940
- 1942 : La Carte d’une mère (母の地図, Haha no chizu?) de Yasujirō Shimazu : Jiro Kitano
- 1944 : En avant les escadrons de torpilleurs ! (雷撃隊出動, Raigekitai shutsudō?) de Kajirō Yamamoto
- 1945 : La Nouvelle Légende du grand judo (續姿三四郎, Zoku Sugata Sanshirō?) de Akira Kurosawa : Yoshima Dan
- 1945 : Les Hommes qui marchèrent sur la queue du tigre (虎の尾を踏む男達, Tora no o o fumu otokotachi?) d'Akira Kurosawa : Kamei
- 1946 : Ceux qui bâtissent l'avenir (明日を作る人々, Asu o tsukuru hitobito?) d'Akira Kurosawa, Hideo Sekigawa et Kajirō Yamamoto : Seizo Hori, chauffeur
- 1947 : Le Bal de la famille Anjo (安城家の舞踏会, Anjō-ke no butōkai?) de Kōzaburō Yoshimura : Masahiko, le premier fils
- 1948 : Conception (受胎, Jutai?) de Minoru Shibuya
- 1948 : La Journée la plus rayonnante de ma vie (わが生涯のかがやける日, Waga shogai no kagayakeru hi?) de Kōzaburō Yoshimura
- 1948 : La Quatrième Dame (四人目の淑女, Yoninme no shukujo?) de Minoru Shibuya
- 1949 : La Mauvaise Fille (不良少女, Furyo shojo?) de Mikio Naruse
- 1949 : Kyō ware ren'ai suru (今日われ恋愛す?) de Kōji Shima
- 1949 : Goodbye (グッドバイ, Guddobai?) de Kōji Shima : Shuichi Tajima
- 1949 : Un amour insensé (痴人の愛, Chijin no ai?) de Keigo Kimura : Kumagai
- 1949 : Le Tambour brisé (破れ太鼓, Yabure-daiko?) de Keisuke Kinoshita : Taro

### Années 1950
- 1950 : Ma no ōgon (魔の黄金?) de Senkichi Taniguchi
- 1950 : Rashōmon (羅生門, Rashōmon?) d'Akira Kurosawa : Takehiro Kanazawa
- 1950 : Au bout de la bataille (戦火の果て, Senka no hate?) de Kōzaburō Yoshimura
- 1950 : Okusama ni goyōjin (奥様に御用心?) de Noboru Nakamura
- 1951 : Le Bon Démon (善魔, Zen-ma?) de Keisuke Kinoshita : Yoshio Nakanuma
- 1951 : L'Idiot (白痴, Hakuchi?) d'Akira Kurosawa : Kinji Kameda
- 1951 : Junpaku no yoru (純白の夜?) de Hideo Ōba
- 1951 : La Dame de Musashino (武蔵野夫人, Musashino fujin?) de Kenji Mizoguchi : Tadao Akiyama
- 1951 : Tōkyō hika (東京悲歌?) de Shigeo Tanaka
- 1951 : L'Amour volé (盗まれた恋, Nusumareta koi?) de Kon Ichikawa
- 1952 : Dokuja-tō kidan: Joōbachi (毒蛇島綺談 女王蜂?) de Shigeo Tanaka
- 1952 : La Belle et le Voleur (美女と盗賊, Bijo to tozoku?) de Keigo Kimura : Kuroki no Taro
- 1952 : Par ci, par là (あの手この手, Anote konote?) de Kon Ichikawa
- 1953 : Nuée d'oiseaux blancs (千羽鶴, Senbazuru?) de Kōzaburō Yoshimura : Kikuji Mitani
- 1953 : Les Contes de la lune vague après la pluie (雨月物語, Ugetsu monogatori?) de Kenji Mizoguchi : Genjurō
- 1953 : Frère aîné, sœur cadette (あにいもうと, Ani imōto?) de Mikio Naruse : Inokichi, le frère
- 1953 : Les Bateaux de l'enfer (蟹工船, Kanikōsen?) de Sō Yamamura : docteur
- 1953 : Lettre d'amour (恋文, Koibumi?) de Kinuyo Tanaka : Reikichi Mayumi
- 1954 : Une femme (或る女, Aru onna?) de Shirō Toyoda : Sankichi Kuraji
- 1954 : Midori no nakama (緑の仲間?) de Kazuo Mori : Kyotaro Aoto
- 1954 : Aku no tanoshisa (悪の愉しさ?) de Yasuki Chiba : Masao Wakisaka
- 1955 : Nuages flottants (浮雲, Ukigumo?) de Mikio Naruse : Kengo Tomioka
- 1955 : Jokyū (まごころの花ひらく 女給?) de Yasuki Chiba : Sugiura
- 1955 : L'Impératrice Yang Kwei-Fei (楊貴妃, Yōkihi?) de Kenji Mizoguchi : Empereur Xuan Zong
- 1955 : Le Pauvre Cœur des hommes (こころ, Kokoro?) de Kon Ichikawa : Nobuchi
- 1955 : Romance à Yushima (婦系図 湯島の白梅, Onna keizu: Yushima no shiraume?) de Teinosuke Kinugasa
- 1955 : Maternité éternelle (乳房よ永遠なれ, Chibusa yo eien nare?) de Kinuyo Tanaka : M. Hori
- 1956 : Fūsen (風船?) de Yūzō Kawashima : Haruki Murakami
- 1956 : Confession amoureuse (色ざんげ, Iro zange?) de Yutaka Abe : Jōji Yuasa
- 1956 : Ai wa furu hoshi no kanata ni (愛は降る星のかなたに?) de Buichi Saitō
- 1956 : Ningen gyorai shitsugekisu (人間魚雷出撃す?) de Takumi Furukawa
- 1957 : Une femme indomptable (あらくれ, Arakure?) de Mikio Naruse
- 1957 : Élégie du Nord (晩歌, Banka?) de Heinosuke Gosho : Setsuo Katsuragi
- 1957 : La Vie d'aujourd'hui (今日のいのち, Kyō no inochi?) de Tomotaka Tasaka
- 1958 : Onna de aru koto (女であること?) de Yūzō Kawashima : Sadatsugu
- 1958 : Shiroi akuma白い悪魔 (?) de Buichi Saitō : Katsusuke Mutaguchi
- 1958 : Les Tambours de la nuit (夜の鼓, Yoru no tsuzumi?) de Tadashi Imai : Miyaji, le professeur de percussions
- 1959 : Suzukake no sanpomichi (すずかけの散歩道?) de Hiromichi Horikawa : Teizo Noro
- 1959 : Dai san no shikaku (第三の死角?) de Koreyoshi Kurahara
- 1959 : Onna gokoro (女ごころ?) de Seiji Maruyama
- 1959 : Le Sifflement de Kotan (コタンの口笛, Kotan no kuchibue?) de Mikio Naruse : Iyon Hatanaka

### Années 1960
- 1960 : Quand une femme monte l'escalier (女が階段を上る時, Onna ga kaidan wo agaru toki?) de Mikio Naruse : Nobuhiko Fujisaki
- 1960 : Filles, épouses et une mère (娘・妻・母, Musume tsuma haha?) de Mikio Naruse : Yuichiro Sakanishi
- 1960 : Les salauds dorment en paix (悪い奴ほどよく眠る, Warui yatsu hodo yoku nemuru?) d'Akira Kurosawa : Iwabuchi
- 1960 : Gametsui yatsu (がめつい奴?) de Yasuki Chiba
- 1960 : Tendre et folle adolescence (おとうと, Otōto?) de Kon Ichikawa : le père
- 1961 : Comme épouse et comme femme (妻として女として, Tsuma to shite onna to shite?) de Mikio Naruse : Keijiro Kōno
- 1961 : Ai to honoho to (愛と炎と?) d'Eizō Sugawa : Sawada
- 1961 : Médaille pour une femme (女の勲章, Onna no kunshō?) de Kōzaburō Yoshimura : professeur Shiraishi
- 1961 : Shamisen to otobai (三味線とオートバイ?) de Masahiro Shinoda
- 1961 : Onna wa yoru kesshō suru (女は夜化粧する?) de Yoshio Inoue
- 1963 : Contes cruels du Bushido (武士道残酷物語, Bushidō zankoku monogatari?) de Tadashi Imai : Seigneur Tambanokami Munemasa Hori
- 1963 : Seul sur l'océan Pacifique (太平洋ひとりぼっち, Taiheiyō hitori-botchi?) de Kon Ichikawa : le père de Ken'ichi
- 1963 : La Mer étincelante (光る海, Hikaru umi?) de Kō Nakahira : Seijiro Yazaki
- 1964 : Otoko girai (男嫌い?) de Ryō Kinoshita : Masayuki Izawa
- 1964 : Kikyō (帰郷?) de Katsumi Nishikawa : Kyōgo Moriya
- 1968 : Haruranman (春らんまん?) de Yasuki Chiba
- 1968 : Kamo to negi (カモとねぎ?) de Senkichi Taniguchi : Shikichi Ishiguro
- 1968 : Rengo kantai shirei chōkan: Yamamoto Isoroku (連合艦隊指令長官 山本五十六?) de Seiji Maruyama : Premier ministre Konoe
- 1968 : Sogeki (狙撃?) de Hiromichi Horikawa : Katakura
- 1969 : Des jours et des mois (日も月も, Hi mo tsuki mo?) de Noboru Nakamura : Le père de Matsuko
- 1969 : Ā kaigun (あゝ海軍?) de Mitsuo Murayama

### Années 1970
- 1970 : La Légende de Zatoïchi : Le Shogun de l'ombre  (座頭市あばれ火祭り, Zatōichi abare-himatsuri?) de Kenji Misumi : Yamikubo
- 1972 : Ken to hana (剣と花?) de Toshio Masuda

## Récompenses
Sauf indication contraire, les informations mentionnées dans cette section peuvent être confirmées par la base de données cinématographiques IMDb,  présente dans la section « Liens externes ».
- Prix Kinema Junpō :
  - du meilleur acteur pour Nuages flottants en 1956[2],[3]
- Prix Mainichi :
  - du meilleur acteur pour Le Bal de la famille Anjo en 1948
  - du meilleur acteur dans un second rôle pour Tendre et folle adolescence et Les salauds dorment en paix en 1961[4]